# Joseph Berger (homme politique)
Pour les articles homonymes, voir Joseph Berger et Berger (homonymie).
 Joseph Adolphe Marc Berger, né à Chaumont-Gistoux, le 23 avril 1858 et décédé à Genappe le 8 juillet 1924 fut un homme politique belge francophone libéral.
Il fut notaire.
Il fut échevin, puis bourgmestre de Genappe et sénateur provincial du Brabant (1921-1924),,.